# IV. třída okresu Hradec Králové 2014/2015
V utkáních IV. třídy okresu Hradec Králové 2014/2015, jedné ze skupin 10. nejvyšší fotbalové soutěže v Česku, se utkalo ve dvou skupinách 19 týmů dvoukolovým systémem podzim – jaro. Tento ročník začal v srpnu 2014 a skončil v červnu 2015. Nováčky soutěže byly FC Spartak Kobylice „B“, který se sestoupil ze III. třídy a TJ Sokol Sendražice, který v minulé sezóně působil ve II. třídě okresu Hradec Králové.
Postup do III. třídy okresu Hradec Králové 2015/2016 si zajistily Lokomotiva Hradec Králové "B" a TJ Sokol Syrovátka. Nikdo nesestoupil, jde o nejnižší soutěž.

## Konečná tabulka IV. třídy okresu Hradec Králové 2014/2015, skupiny A
| Poř. | Tým                           | Z  | V  | R | P  | VG | OG  | B  |
| ---- | ----------------------------- | -- | -- | - | -- | -- | --- | -- |
| 1.   | Lokomotiva Hradec Králové "B" | 16 | 14 | 0 | 2  | 51 | 201 | 42 |
| 2.   | SK Neděliště                  | 16 | 11 | 2 | 3  | 37 | 23  | 35 |
| 3.   | TJ Sokol Sendražice (S)       | 16 | 10 | 2 | 4  | 52 | 32  | 32 |
| 4.   | FK Černilov "B"               | 16 | 9  | 1 | 6  | 56 | 28  | 28 |
| 5.   | SK Slavia Libřice             | 16 | 7  | 3 | 6  | 33 | 21  | 24 |
| 6.   | TJ Sokol Malšovice „B“        | 16 | 6  | 1 | 9  | 28 | 48  | 19 |
| 7.   | SK Smiřice „B“                | 16 | 4  | 2 | 10 | 19 | 41  | 14 |
| 8.   | SK Jeníkovice                 | 16 | 3  | 2 | 11 | 21 | 50  | 11 |
| 9.   | AFK Probluz "B"               | 16 | 1  | 1 | 14 | 23 | 66  | 4  |

## Konečná tabulka IV. třídy okresu Hradec Králové 2014/2015, skupiny B
| Poř. | Tým                         | Z  | V  | R | P  | VG | OG | B  |
| ---- | --------------------------- | -- | -- | - | -- | -- | -- | -- |
| 1.   | TJ Sokol Syrovátka          | 18 | 14 | 4 | 0  | 93 | 21 | 46 |
| 2.   | SK Starý Bydžov             | 18 | 12 | 2 | 4  | 78 | 32 | 38 |
| 3.   | SK Čechie Hlušice "B"       | 18 | 8  | 8 | 2  | 46 | 26 | 32 |
| 4.   | TJ Sokol Myštěves „B“       | 18 | 9  | 2 | 7  | 58 | 60 | 29 |
| 5.   | SK Převýšov "B"             | 18 | 9  | 2 | 7  | 53 | 54 | 29 |
| 6.   | SK Libčany "B"              | 18 | 7  | 1 | 10 | 50 | 48 | 22 |
| 7.   | FC Spartak Kobylice „B“ (S) | 18 | 5  | 4 | 9  | 39 | 51 | 19 |
| 8.   | TJ Sokol Nepolisy „B“       | 18 | 5  | 3 | 10 | 41 | 65 | 18 |
| 9.   | TJ Sokol Lovčice "B"        | 18 | 4  | 1 | 13 | 31 | 89 | 13 |
| 10.  | Sokol Lhota pod Libčany "B" | 18 | 3  | 1 | 14 | 24 | 64 | 10 |

Poznámky:
- Z = Odehrané zápasy; V = Vítězství; R = Remízy; P = Prohry; VG = Vstřelené góly; OG = Obdržené góly; B = Body; (S) = Mužstvo sestoupivší z vyšší soutěže; (N) = Mužstvo postoupivší z nižší soutěže (nováček)

|  | Postup do III. třídy okresu Hradec Králové 2015/2016 |